# Autocharis
Autocharis är ett släkte av fjärilar. Autocharis ingår i familjen Crambidae.

## Bildgalleri

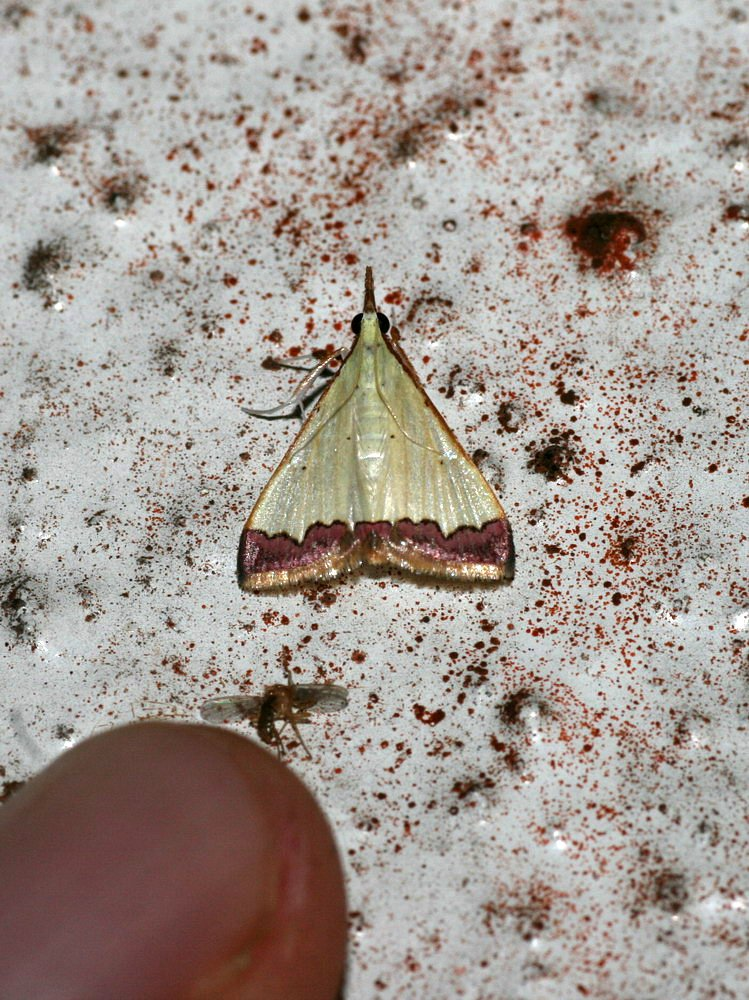

## Dottertaxa tillAutocharis, i alfabetisk ordning[1]
- Autocharis aeanalis
- Autocharis affinis
- Autocharis albiplaga
- Autocharis amethystina
- Autocharis anthophilalis
- Autocharis apiensis
- Autocharis arfakensis
- Autocharis atripalpalis
- Autocharis barbieri
- Autocharis bekilalis
- Autocharis carnosalis
- Autocharis dichocrocis
- Autocharis diehlalis
- Autocharis ecthaemata
- Autocharis egenula
- Autocharis esmeralda
- Autocharis fessalis
- Autocharis hedyphaes
- Autocharis hemileuca
- Autocharis ignealis
- Autocharis librodalis
- Autocharis margaritalis
- Autocharis margaronialis
- Autocharis marginata
- Autocharis marionalis
- Autocharis millotalis
- Autocharis miltosoma
- Autocharis mimetica
- Autocharis munroealis
- Autocharis nitidalis
- Autocharis palealis
- Autocharis phortalis
- Autocharis praefulgida
- Autocharis purpureiplagialis
- Autocharis putralis
- Autocharis pyrsodes
- Autocharis rhodopa
- Autocharis rubricostalis
- Autocharis sarobialis
- Autocharis senatoria
- Autocharis seyrigalis
- Autocharis sinualis
- Autocharis unipunctalis
- Autocharis villiersi
- Autocharis vohilavalis